# Joyce Heyster
Joyce E. Heyster - de Witt Puyt is een Nederlandse golfster. Zij is lid van de Koninklijke Haagsche Golf & Country Club in Wassenaar.
Ze had onder meer les van Piet Witte.

## Gewonnen
Een greep uit haar overwinningen:
- 1969: Brits amateurkampioenschap (strokeplay)
- Vele clubkampioenschappen

## Teams
- ELTK: 1967 (in Portugal), 1968 (in Italië)
- Army Tankard: 1969 (winnaars), 1972 (winnaars), 1973 (winnaars), 1977 (winnaars), 1983 (winnaars)
- Vagliano Cup: 1970 (in Parijs)